# Xã Aid, Quận Lawrence, Ohio
Xã Aid (tiếng Anh: Aid Township) là một xã thuộc quận Lawrence, tiểu bang Ohio, Hoa Kỳ. Năm 2010, dân số của xã này là 875 người.